# Guerra Lázica
A Guerra Lázica ou Guerra Colca, também conhecida como Grande Guerra de Egrissi (em georgiano: ეგრისის დიდი ომი; romaniz.: Egrisis Didi Omi) na historiografia georgiana, foi travada entre o Império Bizantino e o Império Sassânida pelo controle da região de Lázica (atualmente a Geórgia ocidental). A Guerra Lázica durou mais de vinte anos, entre 541 e 561, com variados graus de sucesso para ambos os lados e terminou com uma relativa vitória para os bizantinos, que mantiveram o controle do país. A guerra foi narrada em detalhes nas obras de Procópio de Cesareia e de Agátias.

## Contexto
Lázica, situada na margem oriental do Mar Negro e controlando importantes passos de montanha através do Cáucaso nas rotas para o Mar Cáspio, tinha uma importância estratégica para ambos os impérios. Para os bizantinos, era uma barreira contra o avanço persa pela Ibéria até a costa do Mar Negro. Os persas, por outro lado, esperavam conseguir o acesso ao mar e controlar um território a partir do qual a Ibéria, agora sob firme controle persa, poderia ser ameaçada.
Os sassânidas reconheciam Lázica (Egrissi) como parte da esfera de influência bizantina pelos termos do tratado da "Paz Eterna" de 532. Naquela época, para fomentar sua influência sob a monarquia local, os bizantinos haviam insistido na conversão do rei, Tzácio I: ele recebeu tanto o batismo quanto os atributos reais em Constantinopla das mãos do imperador Justiniano em 523. Guarnições bizantinas foram estacionadas na região, principalmente nas cidades costeiras de Poti, Sucumi e Bichvinta. A capital do reino, Arqueópolis, foi fortificada, assim como o acesso meridional ao reino pela estrada costeira em Petra (atualmente Tsichisdziri, ao norte de Batumi). Rapidamente, a presença bizantina transformou o reino num protetorado de fato, conforme o rei perdia muitos de seus poderes para o mestre dos soldados João Tzibo. Quando este diminuiu a liberdade de comércio dos mercadores lazes para avançar os interesses bizantinos, a insatisfação popular levou a uma revolta total em 541 e o enfraquecido rei Gubazes II buscou o apoio dos persas contra os bizantinos.

## Guerra

Mapa de Lázica

O pedido foi atendido no mesmo ano pelo rei persa Cosroes I, que invadiu Lázica, capturou a principal fortaleza bizantina em Petra e estabeleceu um protetorado no país.
Porém, a tentativa do rei de estabelecer o controle persa direto sobre o país e o zelo missionário dos sacerdotes zoroastrianos logo provocaram mais descontentamento na região, que era majoritariamente cristã, e o rei Gubazes se revoltou novamente em 548, desta vez contra os persas. Gubazes pediu ajuda ao imperador Justiniano e trouxe também os alanos e os sabires para a aliança. Justiniano enviou sete mil soldados bizantinos e mil tzanos (relacionados aos lazes) auxiliares sob Dagisteu para ajudar Gubazes, atacando imediatamente Petra. Reforços persas sob Mermeroes derrotaram uma pequena força bizantina que vigiava os passos e conseguiu levantar o cerco a Petra. Mermeroes então guarneceu a cidade com três mil homens e marchou até a Armênia, deixando cinco mil soldados para saquear Lázica. Esta força foi destruída por Dagisteu no rio Fásis em 549. A próxima ofensiva persa também se mostrou fracassada, com a morte do comandante Corianes morto numa batalha decisiva no rio Hípis (Tsquenistscali). O novo comandante bizantino, Bessas, sufocou uma revolta pró-persa dos abasgos, tomou Petra e derrotou Mermeroes em Arqueópolis em 551. Porém, este conseguiu capturar a cidade de Cutáissi e a fortaleza de Uquimério, bloqueando o acesso às importantes estradas pelas montanhas. No verão de 555, Mermeroes venceu uma impressionante batalha em Telefis e forçou as forças bizantino-lázicas a recuarem para Neso.
Após a morte de Mermeroes, Nacoragano foi apontado como comandante-em-chefe persa em 555. Ele repeliu um ataque bizantino nas posições persas em Onoguris e forçou o inimigo para fora de Arqueópolis, uma cidade que seu antecessor tentara capturar por duas vezes sem sucesso. Estas derrotas provocaram um amargo cisma entre os generais bizantinos e lazes. O rei Gubazes discutiu com os comandantes bizantinos Bessas, Martinho e Rústico, reclamando ao imperador Justiniano. Bessas foi chamado de volta, mas Rústico e seu irmão, João, eventualmente conseguiram matar Gubazes. Os lazes conseguiram que o imperador nomeasse Tzácio II, o irmão mais jovem de Gubazes, como novo rei e o senador Atanásio investigou o assassinato. Rústico e João foram presos, julgados e executados. Em 556, os aliados conseguiram retomar Arqueópolis e esmagaram o general persa Nacoragano em seu fracassado cerco de Fásis. No outono e inverno do mesmo ano, os bizantinos sufocaram uma revolta armada pela tribo montanhosa dos mismianos e finalmente expulsaram os persas do país. 
A trégua de 557 encerrou as hostilidades entre as duas potências e, pelos termos da Paz de 50 anos de 561, Cosroes reconheceu Lázica como um estado vassalo bizantino em troca de um pagamento anual em ouro.